# Eleição presidencial nos Estados Unidos em 1908
A eleição presidencial dos Estados Unidos de 1908 foi a trigésima-primeira eleição presidencial do país. Foi realizada em 3 de novembro de 1908. O atual e popular presidente, Theodore Roosevelt, honrando a promessa de não buscar um terceiro mandato, convenceu o Partido Republicano para nomear William Howard Taft, seu amigo e Secretário da Guerra, para se tornar seu sucessor. Tendo perdido a eleição de 1904 com um candidato conservador, o Partido Democrata voltou-se duas vezes para indicar William Jennings Bryan, que havia sido derrotado em 1896 e 1900 pelo republicano William McKinley. Apesar de suas duas derrotas anteriores, Bryan continuou extremamente popular entre os elementos mais liberais e populistas do Partido Democrata. Apesar de uma campanha vigorosa contra a elite da nação de negócios, Bryan sofreu a pior perda em seus três campanhas presidenciais, e Taft ganhou por uma margem facilmente.

## Processo eleitoral
A partir de 1832, os candidatos para presidente e vice começaram a ser escolhidos através das Convenções. Os delegados partidários, escolhidos por cada estado para representá-los, escolhem quem será lançado candidato pelo partido. Os eleitores gerais elegem outros "eleitores" que formam o Colégio Eleitoral. A quantidade de "eleitores" por estado varia de acordo com a quantidade populacional do estado. Em quase todos os estados, o vencedor do voto popular leva todos os votos do Colégio Eleitoral.

## Convenções

### Convenção Nacional doPartido Socialista da Américade 1908
A segunda Convenção Nacional do Partido Socialista da América (Socialist Party of America) foi realizada entre 10 e 14 de maio em Chicago. Havia 219 delegados presentes. Eugene Victor Debs foi nomeado para presidente no primeiro escrutínio com 159 votos contra 39 de outros. Benjamin Hanford foi indicado para vice-presidente na primeira votação com 106 votos contra Seymour Stedman com 42 votos, a 20 votos de May W. Simons, a 15 votos de John W. Slayton, e 2 votos de outros.

### Convenção Nacional doPartido Republicanode 1908

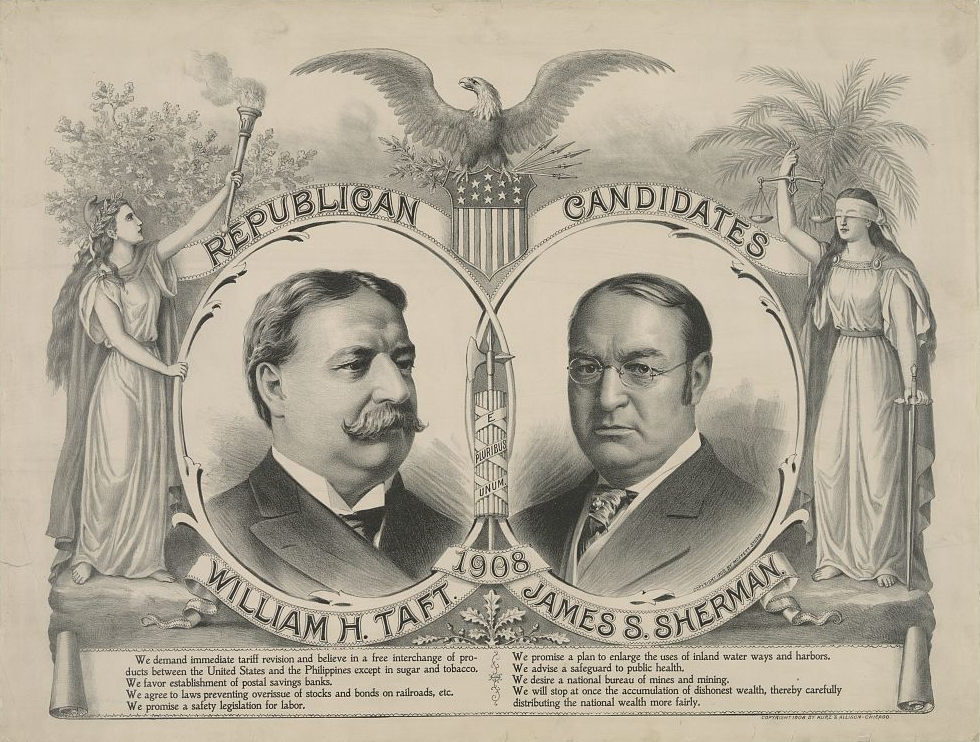
Cartaz republicano com Taft e Sherman

A nomeação republicana marcou a introdução da principal preferência presidencial. A ideia de primárias para indicação de candidatos foi patrocinado pela máquina antipolíticos, como o governador de Nova Iorque, Charles Evans Hughes e o senador Albert B. Cummins. O primeiro estado a realizar uma primária presidencial para selecionar os delegados para uma convenção nacional foi Flórida em 1904, quando os eleitores do Partido Democrata realizaram uma primária entre os candidatos sem instruções para delegados. No início de 1908, os dois únicos candidatos republicanos para campanhas de âmbito nacional para a nomeação presidencial estavam o secretário de Guerra William Howard Taft e o governador José B. Foraker, ambos de Ohio. Na nomeação, quatro estados realizaram as primárias para a escolha dos delegados da convenção nacional. Em Ohio, o estado do Partido Republicano realizou uma primária em 11 de fevereiro. Os candidatos que se comprometeram com Taft foram impressos na cédula de votação em uma coluna para Taft, e os candidatos que se comprometeram a Foraker foram impressos em uma coluna em seu nome. Taft ganhou uma retumbante vitória em Ohio. Califórnia escolheu uma chapa de delegados que apoiaram Taft; Wisconsin elegeram uma chapa que apoiava o senador de Wisconsin, Robert M. La Follette, Sr., e a Pensilvânia elegeu uma chapa que apoiou o seu senador, Philander C. Knox.
A Convenção Nacional Republicana foi realizada entre 16 e 19 de junho em Chicago. William Howard Taft foi nomeado com 702 votos contra 68 para Knox, a 67 de Hughes, a 58 de Cannon, a 40 para Fairbanks, a 25 para LaFollette, a 16 para Foraker, e a 3 para o presidente Roosevelt, e uma abstenção. James S. Sherman foi escolhido como candidato vice-presidencial.

### Convenção Nacional doPartido Democratade 1908

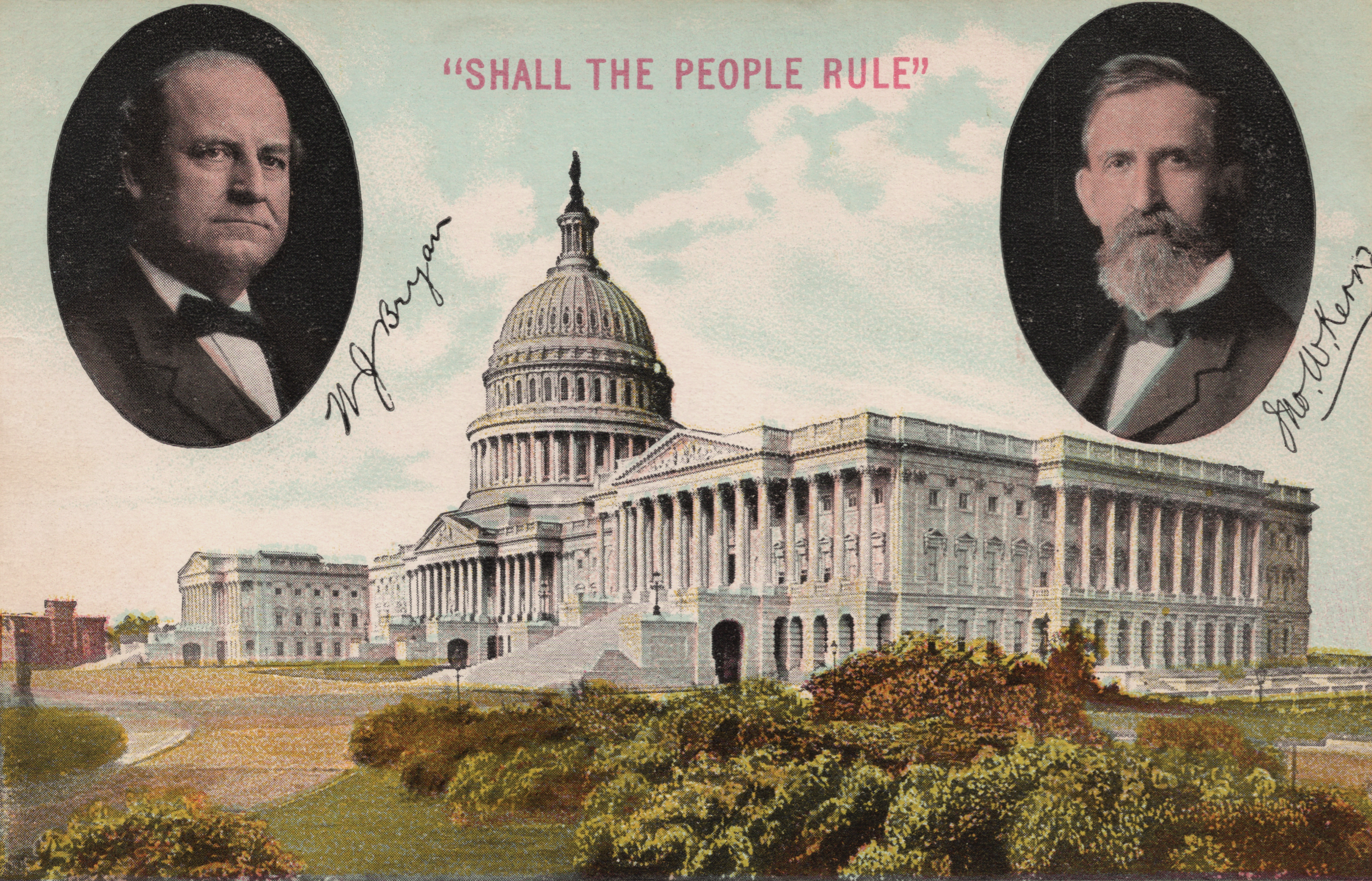
Cartão postal do Capitólio com Bryan e Kern

A Convenção Nacional Democrata foi realizada entre 8 e 10 de julho em Denver. William Jennings Bryan foi nomeado candidato presidencial por 889 votos contra 60 de George Gray e 46 de John Albert Johnson. John W. Kern foi indicado para candidato vice-presidencial.

### Outras convenções de 1908
| Outras convenções de 1908      | Outras convenções de 1908                              | Outras convenções de 1908 |
| Local e data                   | Partido                                                | Candidato presidencial    |
| ------------------------------ | ------------------------------------------------------ | ------------------------- |
| St. Louis entre 2 e 3 de abril | Partido Populista (People's Party)                     | Thomas Edward Watson      |
| Entre 2 e 5 de julho           | Partido Trabalhista Socialista (Socialist Labor party) | August Gillhaus           |
| Entre 15 e 16 de julho         | Partido da Proibição (Prohibition Party)               | Eugene Wilder Chafin      |
| Chicago entre 27 e 29 de julho | Partido da Independência (Independence Party)          | Thomas L. Hisgen          |

## Campanha

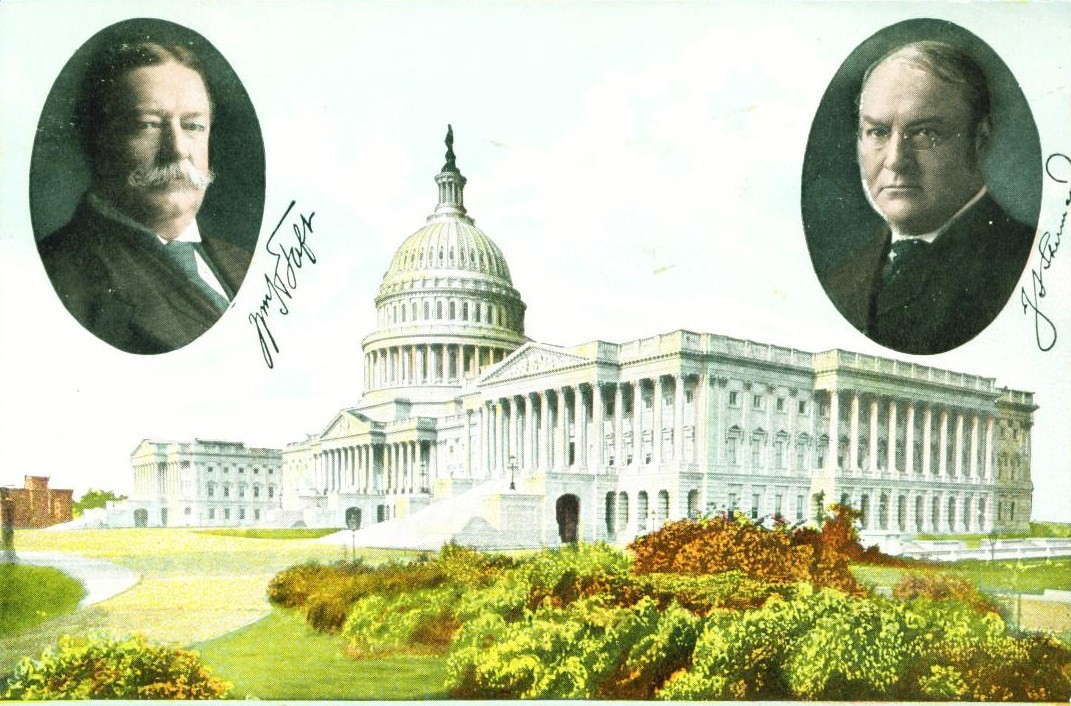
Cartão postal com Taft e Sherman

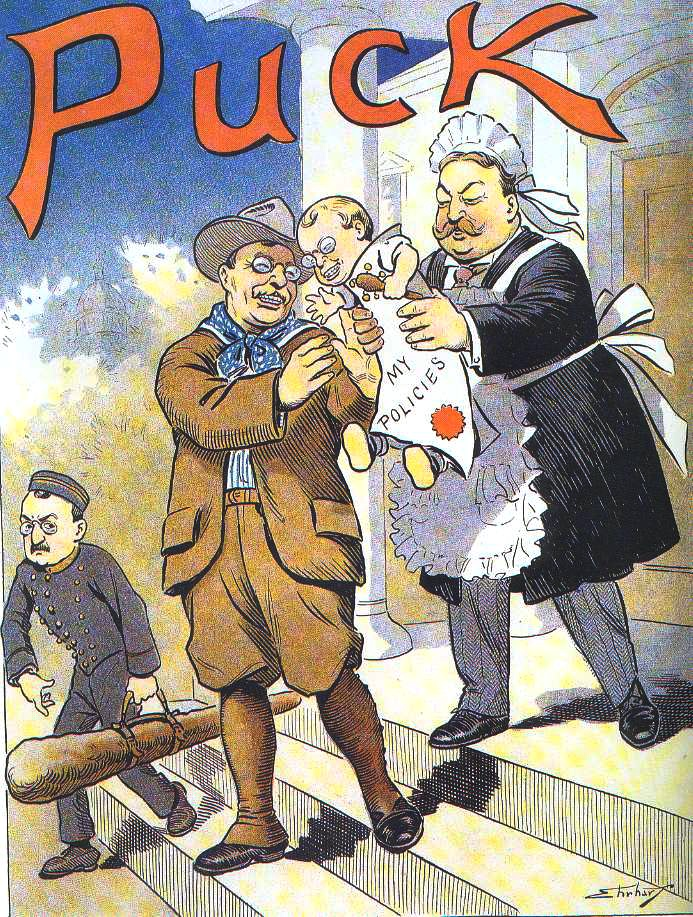
Cartoon político com Roosevelt entregando suas políticas para William Howard Taft

Com a prata livre não sendo o problema dominante, Bryan fez a campanha em uma plataforma atacando progressivamente "do governo pelo privilégio". Seu slogan de campanha, "Uma Regra ao Povo?", Foi destaque em cartazes numerosos de campanha. No entanto, Taft minou o apoio liberal de Bryan por aceitar algumas de suas ideias reformistas, e as políticas progressistas de Roosevelt turva as distinções entre as partes. Os republicanos também usaram o slogan "Vote em Taft agora, você pode votar em qualquer momento em Bryan", uma referência sarcástica à de Bryan as duas campanhas presidenciais anteriores falhadas. Empresários continuaram a apoiar o Partido Republicano, e Bryan não conseguiu garantir o apoio do trabalho. Como resultado, Bryan terminou com a pior das suas três derrotas na votação popular nacional, perdendo quase todos os estados do Norte para Taft e perdendo o voto popular em oito pontos percentuais. Isso seria a última campanha de Bryan para a presidência, no entanto, ele continuaria a ser uma figura popular dentro do Partido Democrata em 1912 e teria um papel-chave para garantir a indicação presidencial para Woodrow Wilson.

## Resultados
| Candidato presidencial                                           | Partido                                                          | Estado de origem                                                 | Voto popular                                                     | Voto popular                                                     | Colégio Eleitoral | Colégio Eleitoral | Running mate                | Running mate     | Running mate      |
| Candidato presidencial                                           | Partido                                                          | Estado de origem                                                 | Votos                                                            | %                                                                | Votos             | %                 | Candidato vice-presidencial | Estado de origem | Colégio Eleitoral |
| ---------------------------------------------------------------- | ---------------------------------------------------------------- | ---------------------------------------------------------------- | ---------------------------------------------------------------- | ---------------------------------------------------------------- | ----------------- | ----------------- | --------------------------- | ---------------- | ----------------- |
| William Howard Taft                                              | Partido Republicano                                              | Ohio                                                             | 7.678.335                                                        | 51,57%                                                           | 321               | 66,5%             | James S. Sherman            | Nova Iorque      | 321               |
| William Jennings Bryan                                           | Partido Democrata                                                | Illinois                                                         | 6.408.979                                                        | 43,04%                                                           | 162               | 33,5%             | John W. Kern                | Indiana          | 162               |
| Eugene Debs                                                      | Partido Socialista da América                                    | Ohio                                                             | 420,852                                                          | 2,83%                                                            | 0                 | 0%                | Benjamin Hanford            | Ohio             | 0                 |
| Outros                                                           | Outros                                                           | Outros                                                           | 381.073                                                          | 2,56%                                                            | 0                 | 0%                | Outros                      | Outros           | 0                 |
| Total                                                            | Total                                                            | Total                                                            | 14.889.239                                                       | 100%                                                             | 483               |                   |                             |                  | 483               |
| Votos minímos do Colégio Eleitoral de que se precisa para vencer | Votos minímos do Colégio Eleitoral de que se precisa para vencer | Votos minímos do Colégio Eleitoral de que se precisa para vencer | Votos minímos do Colégio Eleitoral de que se precisa para vencer | Votos minímos do Colégio Eleitoral de que se precisa para vencer | 242               |                   |                             |                  | 242               |

Fonte - Voto popular: Colégio Eleitoral: